# نورمن وولند
نورمن وولند (انگلیسی: Norman Wooland; ۱۶ مارس ۱۹۱۰ – ۳ آوریل ۱۹۸۹) یک هنرپیشه اهل بریتانیا بود. اوهمچنین سابقهٔ فعالیت در رادیو بی‌بی‌سی به عنوان گویند اخبار را داشته‌است.

## فیلم‌شناسی
از فیلم‌ها یا برنامه‌های تلویزیونی که وی در آن نقش داشته‌است می‌توان به هملت، سقوط امپراتوری روم، آیوانهو، توپ‌های ناوارون، کجا می‌روی، باراباس، ریچارد سوم، ولوت بین‌المللی و قبل از عاشقی، حواست را جمع کن اشاره کرد.